# Marj Al-Ghazal
Marj Al-Ghazal, en arabe : مرج الغزال,  est un village du gouvernorat de Jéricho en Palestine, situé à 34,8 km au nord-ouest de Jéricho, en Cisjordanie.
Selon le recensement du bureau central palestinien des statistiques, la localité compte une population de 243 habitants en 2017.